# Dassault Super Mystère B.2
De Dassault Super Mystère B.2 is een Franse jachtbommenwerper uit de jaren vijftig. Het is het eerste West-Europese supersonische vliegtuig dat in massaproductie ging.

## Ontwerp en productie
In 1953 kreeg Dassault van de Franse overheid de opdracht om uit de Dassault Mystère IV een verbeterd type te ontwikkelen dat echt supersonisch was, dus in staat om in horizontale vlucht de geluidsbarrière te doorbreken. In de eerste fase van het ontwikkelingsproject werd een Mystère IVB omgebouwd met een vleugel in een iets scherpere pijlstelling van 45° en een Rolls-Royce Avon RA 7 motor. De vleugel werd platter gemaakt met een hoogte van slechts 6% van de vleugelbreedte in de lengterichting van de romp gemeten. De stuurvlakken op de vleugel bleven nog erg conventioneel met een starre voorrand en rechthoekige rolroeren aan de achterrand. De staartvinbasis werd wat verlengd. Dit prototype, de Super Mystère B1 genaamd (eerst Mystère XX), vloog voor de eerste keer op 2 maart 1955, met als testpiloot Paul Boudier. Op 3 maart was deze de eerste Europeaan die horizontaal harder vloog dan Mach 1 in een Europese straaljager. Op dat moment echter had Dassault al een geheel nieuw vliegtuig geconstrueerd met een vergrote romp, voorzien van een platte ovale luchtinlaat als bij de North American F-100 Super Sabre, en een Atar 101G motor met naverbrander en 4,5 ton stuwkracht, de Mystère IVB2 geheten. De plattere neus zorgde voor een beter zicht voor de piloot. De Rolls-Roycemotor kon niet meer toegepast worden wegens een industrieel conflict met de Britten. Een plan om een Mystère IVB met de Avon in serieproductie te nemen werd daarom afgelast. De vleugel was verbeterd met een verlengd en meer gewelfd zaagtandprofiel aan de voorrand wat de manoeuvreerbaarheid op grotere hoogte vergrootte. Op 29 maart 1955 werd hiervan een voorserie van vijf besteld en de eerste veertig exemplaren van de hoofdserie. Het prototype vloog voor de eerste keer op 15 mei 1956 en wist de geluidssnelheid te doorbreken zonder de nabrander te gebruiken. Hierop werden er eerst 150 en daarna in totaal 220 besteld van wat nu de Super Mystère B.2 genoemd werd. De naam "Super Mystère" was eerst voorzien geweest voor de Mystère IV maar werd door Marcel Dassault persoonlijk gereserveerd voor het betere toestel. Deze bestelling werd later teruggebracht tot 178. Het eerste vliegtuig van de voorserie vloog op 26 februari 1957 en enkele maanden later begonnen de leveranties van de hoofdserie.

## Operationeel gebruik

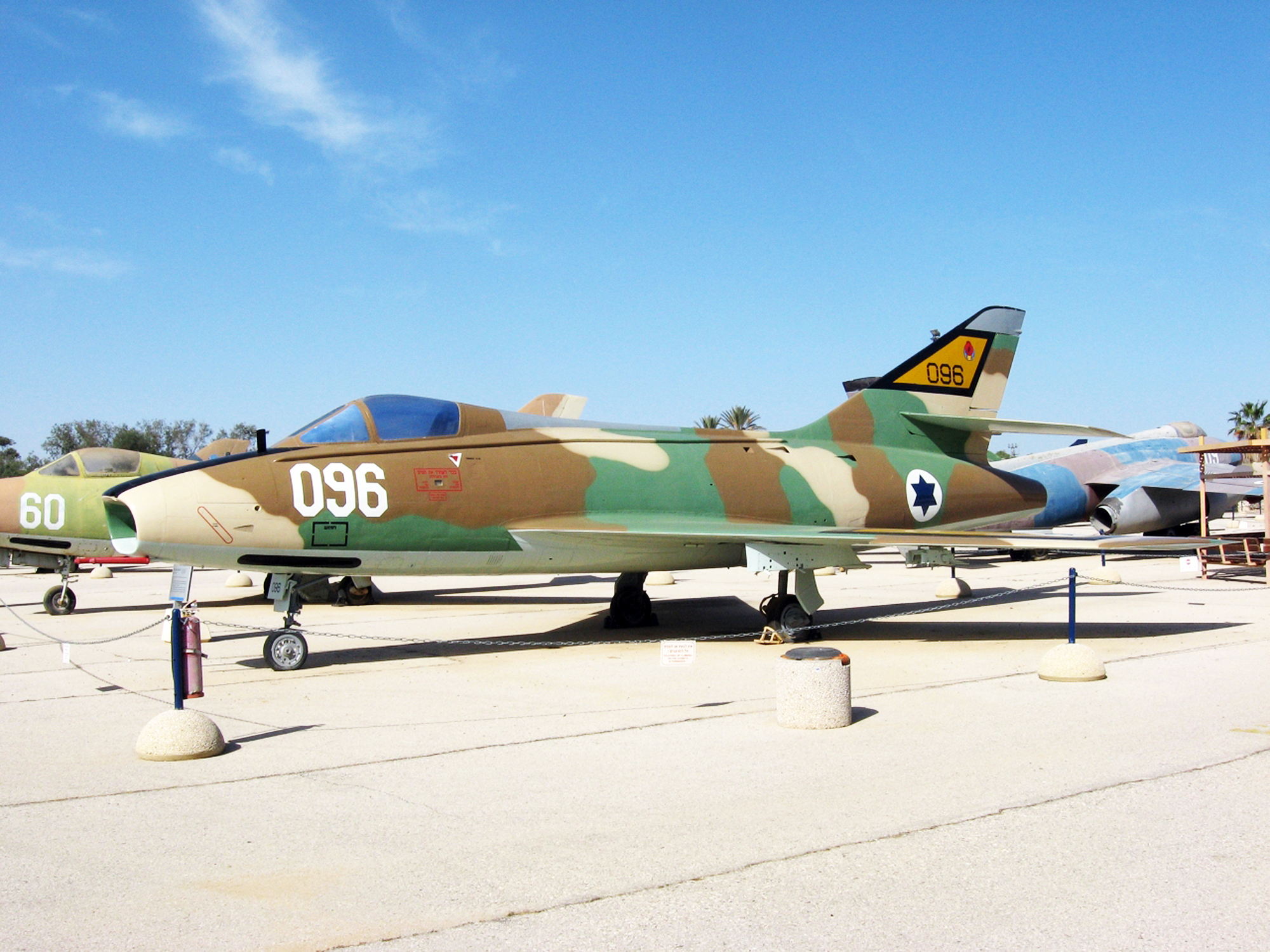
Een Sa'ar, herkenbaar aan de verlengde uitlaat

Het type ging in mei 1958 in dienst van de Franse luchtmacht die er drie eskadrons mee uitrustte, EC 12 in Kamerijk, EC 5 in Orange en EC 10 in Creil. Het eskader van Orange en een gedeelte van dat van Creil ging al in 1966 over op andere typen. De resterende Super Mystères werden van 1974 (Creil) tot november 1977 (Kamerijk) uitgefaseerd voor de Mirage F1. De laatste exemplaren werden door het eskader te Kamerijk gebruikt voor luchtshows, opgespoten in een opvallende tijgercamouflage met gele strepen. Na 1977 is het type nog enige jaren gebruikt als straaltrainer. Het is door Frankrijk alleen feitelijk ingezet, in een beperkt aantal missies, in de Algerijnse Oorlog. Als luchtoverwichtsjager beschikte het toestel over twee 30 mm kanonnen en kon ook twee Sidewinder lucht-luchtraketten meevoeren. Eind jaren vijftig was de maximumsnelheid van het toestel, 1195 km/h, voor die rol echter al niet meer toereikend, de hoofdreden dat de productie in 1959 voortijdig werd beëindigd.

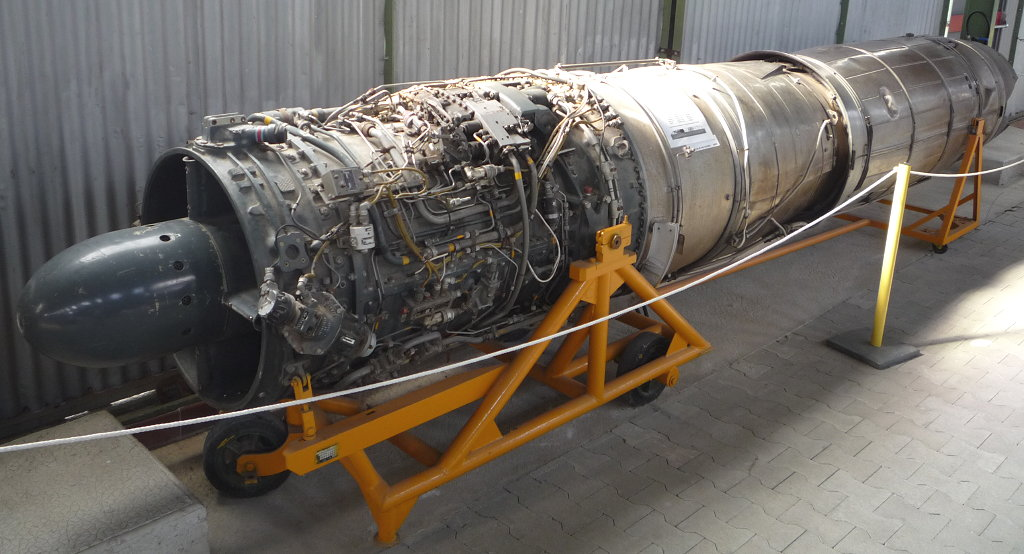
De Atar 101G-3

In het jaar dat het type operationeel werd voor de l'Armée de l'Air, 1958, nam Israël de bestelling voor de laatste vierentwintig vliegtuigen over plus twaalf van de eerder gebouwde toestellen, zodat er voor Frankrijk zelf slechts 142 overbleven. Vanaf 4 december 1958 begonnen in Frankrijk opgeleide Israëlische piloten de toestellen over te vliegen. In maart 1959 werden de eerste in Israël officieel in dienst genomen bij het 105e eskader te Hazor, zonder lucht-luchtraketten, met als bijnaam Sambad. Bij schermutselingen met Arabische luchtmachten bleek al snel dat het type niet ideaal was om het tegen de MiG-17 op te nemen die wel wat langzamer was maar een beter stijgvermogen bezat. Voor 1967 werd maar één Arabisch toestel neergehaald, een Egyptische MiG-17 op 28 april 1961 en zelfs deze werd niet neergeschoten maar raakte tijdens een luchtgevecht in een vrille. Een gedeelte van het probleem bestond uit een te sterk vertraagde ontsteking van de 30 mm-granaten, die afgesteld was voor een optimale uitwerking op grote Sovjetbommenwerpers, waardoor ze de romp van een kleinere jager al vaak weer verlaten hadden voordat ze tot ontploffing kwamen. Toen de Dassault Mirage III beschikbaar kwam, werd de Super-Mystère B2 zowel door Israël als Frankrijk in principe alleen nog ingezet als jachtbommenwerper. Het type kon ongeveer een ton aan bommen meenemen. Het oorspronkelijke type had ook nog een intern compartiment waaruit een lanceerhouder met vijfendertig 68 mm lichte gronddoelraketten naar beneden kon worden geschoven maar dat systeem was erg storingsgevoelig en werd al snel verwijderd. Bij beproevingen tegen een in 1964 door een overloper meegenomen MiG-21 was de conclusie dat de Super-Mystère B2 alleen op lage hoogte een kans had de overwinning te behalen. Frankrijk compenseerde tot april 1967 de verliezen door gevechten — minstens zeven tussen 1959 en 1967 — en ongelukken door clandestiene leveringen, zonder toestemming van de Verenigde Staten van Amerika welke voor de Franse productie betaald hadden. Hierdoor ontving Israël in feite een vijftig à zestig toestellen. Daarvan waren er tijdens de Zesdaagse Oorlog nog vijfendertig operationeel die een belangrijke rol speelden bij de bombardementen op gronddoelen. Daarnaast raakten ze betrokken bij luchtgevechten waarin ze op 5 juni vijf Arabische toestellen neerschoten, waaronder twee Syrische MiG-21s die boven het vliegveld van Sajkal de fout maakten om op lage hoogte het gevecht aan te gaan. In totaal werden er in de Junioorlog 507 gevechtsvluchten met de Super Mystère uitgevoerd.

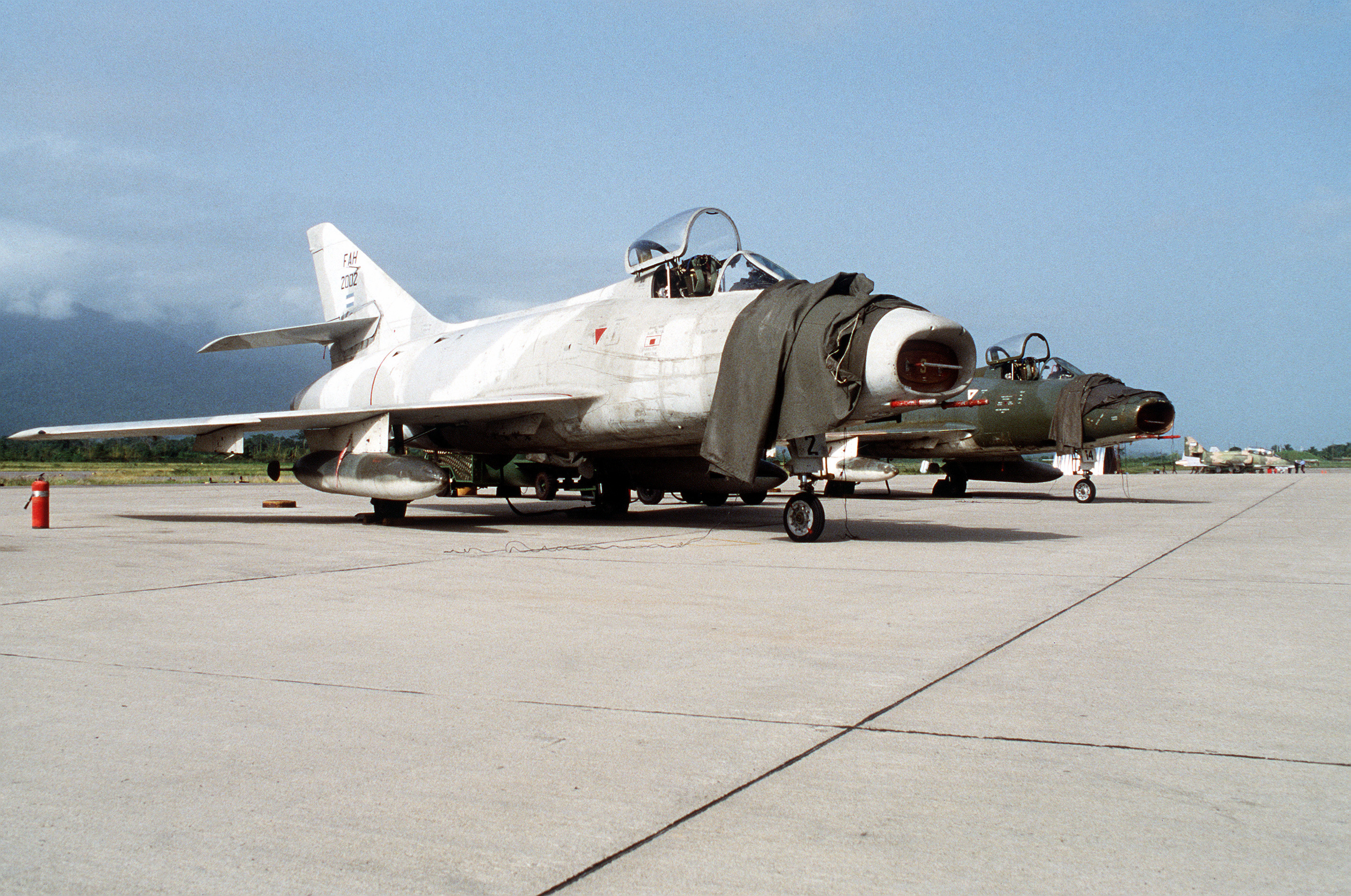
Twee Super Mystère toestellen van de Hondurese luchtmacht (1988)

Vanaf 1968 werden de zesentwintig overlevende exemplaren uitgerust met een Amerikaanse Pratt & Whitney J52 motor zonder nabrander, dezelfde als die van de A-4 Skyhawk welke Israël ook in dienst had. Deze motor was betrouwbaarder en daarbij had Frankrijk na een Israëlische overval op de luchthaven van Beiroet in 1968 de levering van reserveonderdelen gestaakt. De uitlaatsectie werd bij de ombouw een meter verlengd voor een stabielere gewichtsverdeling om het traagheidskoppel tegen te werken, wat mede het voordeel had dat infraroodraketten verder van de romp explodeerden. Tevens werden er twee extra ophangingspunten aangebracht. Per één à twee maanden werd een toestel omgebouwd, een proces dat zich tot begin 1973 voortzette. Deze versie, die op 13 februari 1969 zijn eerste vlucht maakte en vanaf december dat jaar in dienst ging, heette de Sa'ar, "Storm" en werd ingezet in de Jom Kippoeroorlog van 1973. In 1975 waren er nog achttien toestellen over. Twee daarvan gingen naar musea en zestien werden verkocht in 1976 (twaalf) en 1979 (vier) aan de luchtmacht van Honduras die ze tot januari 1996 bleef vliegen en ze onder andere gebruikte tegen de sandinistische regering van Nicaragua.
Uit de Super Mystère B.2 is de Dassault Super Mystère B.4 ontwikkeld, een project waarin twee prototypes gebouwd zijn die uitgerust werden met de SNECMA Atar 09C motor die zes ton stuwkracht leverde. Hierom wordt de totaalproductie ook wel als 180 vermeld.